# 莱奎奥塔纳罗
莱奎奥塔纳罗（義大利語：Lequio Tanaro），是意大利库内奥省的一个市镇。总面积12平方公里，人口784人，人口密度65.3人/平方公里（2009年）。ISTAT代码为004107。